# 馬自達MZR引擎

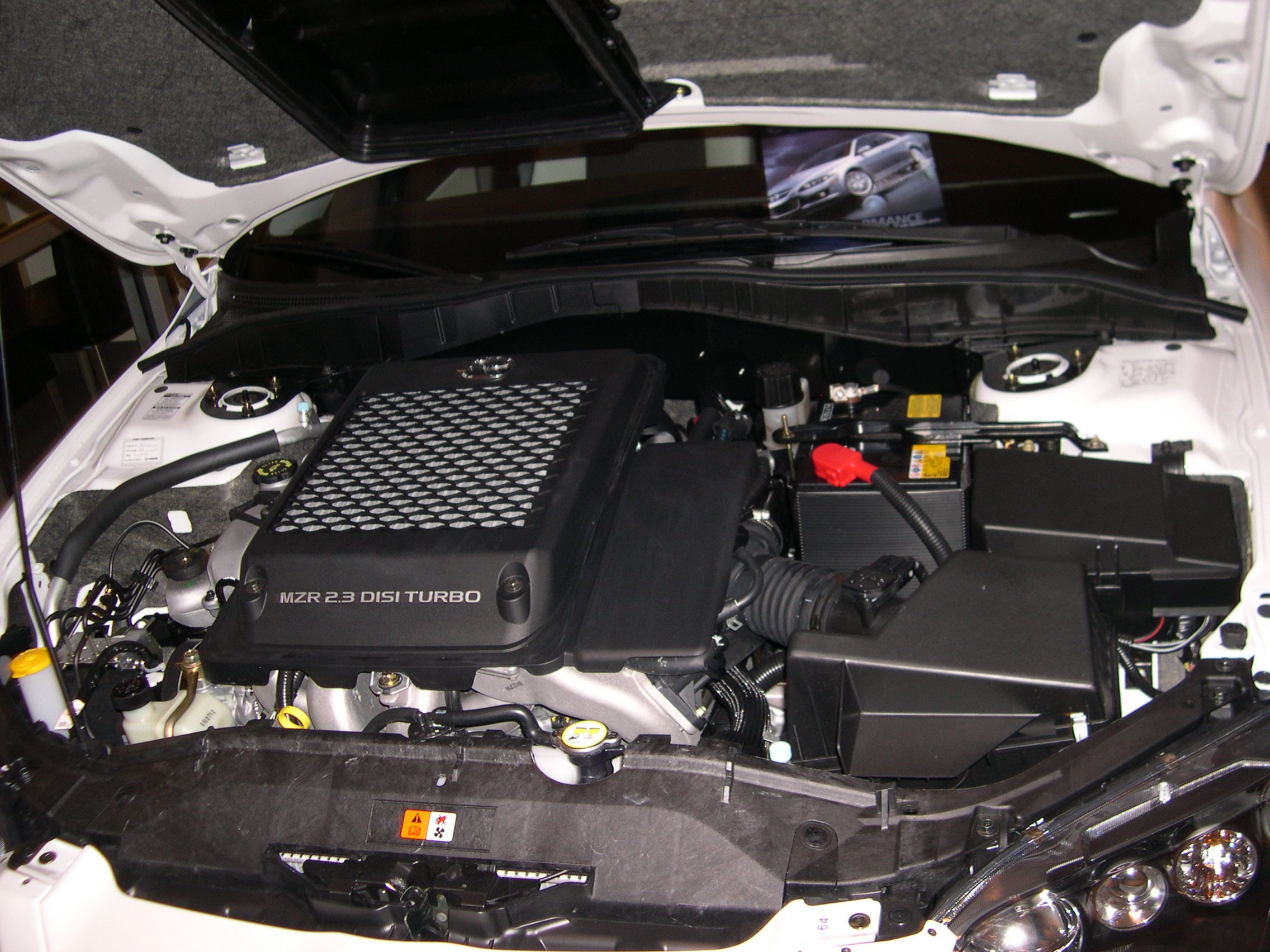
裝置在2006年Mazdaspeed6上的MZR渦輪增壓引擎

馬自達MZR引擎是2001年至2011年間由日本馬自達汽車公司研發、生產的往復式活塞直列四缸引擎品牌，其使用的燃料包含汽油與柴油兩種。

## 概要
MZR引擎的排氣量從1.3L到2.5L不等，汽油引擎以全鋁合金製成的汽缸本體搭配鑄鐵汽缸襯套（cylinder liner）；而柴油引擎則以鑄鐵的汽缸本體結合鋁製汽缸蓋。MZR引擎家族包括1.3L至1.6L的馬自達Z族引擎、1.8L至2.5L的馬自達L族引擎，以及2.0L至2.2L共軌式噴射柴油引擎；其中DISI渦輪增壓MZR L3-VDT型引擎曾於2006年至2008年連續三年獲選為華德十大最佳汽車引擎（Ward's 10 Best Engines）。因同集團共生互利的緣故，福特汽車公司自2003年起以「Duratec型引擎」之名生產與使用馬自達的MZR引擎，以供給全球市場的雙生車款。
2010年10月20日馬自達宣布自隔年起不再發展MZR引擎，改用油耗表現更佳的SKYACTIV引擎取代。不過，福特仍繼續使用Z與L族引擎，以供給其Duratec和EcoBoost直列四缸引擎。

## 內部連結
- 馬自達引擎列表
- 馬自達F族引擎
- 馬自達L族引擎
- 馬自達P族引擎
- 馬自達Z族引擎
- 馬自達柴油引擎

## 外部連結
- （英文）【MAZDA】MZR 2.0L DISI Engine （页面存档备份，存于）